# Tommy Gagliano
Thomas Gagliano (născut Tommaso Gagliano; italiană: [tomˈmaːzo gaʎˈʎaːno]; n. 29 mai 1884, Corleone, Sicilia, Regatul Italiei – d. 16 februarie 1951, New York City, New York, SUA) a fost un gangster italoamerican și don al familiei Lucchese, una dintre cele cinci familii care formează mafia americană din New York. Succesorul său a fost la conducerea familiei a fost subșeful său, Tommy Lucchese.

## Biografie
Gagliano s-a născut la 29 mai 1883 în Corleone, Sicilia. În 1905 a emigrat în New York unde s-a căsătorit cu Giuseppina „Josephine” Pomilla, de loc din aceeași localitate. A fost subșef al lui Gaetano „Tom” Reina până când a preluat poziția de don al familiei în 1930. Familia Reina avea monopol asupra comerțului cu gheață⁠(d) din Bronx. Gagliano, Gaetano „Tommy” Lucchese și Stefano „Steve” Rondelli erau considerați cei mai puternici membri ai familiei Reina.